# Thomas Burke (Autor)
Thomas Burke (* im November 1886 in Eltham bei London; † 22. September 1945 in London) war ein britischer Autor von Horrorliteratur.
Thomas Burke, der zu den bekanntesten englischen Kurzgeschichten-Autoren der 1900er/1910er Jahre zählte, schrieb vor allem Gruselgeschichten aus der Londoner Chinatown und den East Dock Ends, wo er aufgewachsen war. 
Seine erste erfolgreiche Kurzgeschichte war Limehouse Nights (1916), eine  Sammlung von in dem ärmlichen Bezirk Limehouse angesiedelten Storys. Viele seiner Bücher haben die chinesische Charakterfigur Quong Lee zum Erzähler. 
1919 schrieb Arthur A. Penn in den USA das Poem aus Limehouse Nights The Lamplit Hour in ein Musikstück um. Im selben Jahr machte Regisseur D. W. Griffith aus dieser Sammlung die Erzählung The Chink and the Child zur Grundlage für das Drehbuch seines Films Broken Blossoms. 
In Erinnerung blieb Thomas Burke vor allem durch die Erzählung The Hands of Mr. Ottermole (aus Burkes Sammlung The Pleasantries of Old Quong, 1931), die eine Jury von Kriminalliteratur-Autoren zur besten Kriminalgeschichte aller Zeiten ausgewählt hatte. Sie wurde 1957 für die Fernsehreihe Alfred Hitchcock Presents ausgewählt und unter der Regie von Robert Stevens verfilmt. Der Fernsehfilm strahlte die gleiche feuchtkalte Stimmung aus wie Alfred Hitchcocks eigener Stummfilmklassiker The Lodger.

## Bibliographie seiner Geschichten
- The Bloomsbury Wonder.  London: Mandrake Press, 1929.
- Broken Blossoms: a selection of stories from Limehouse Nights.  London, 1920.
- Dark Nights. London: Herbert Jenkins, [1944]. Includes novelette The Bloomsbury Wonder.
- East of Mansion House.  London: Cassell, 1928 New York: Doran, 1926.
- The Flower of Life. Boston: Little, Brown, 1931.Constable, 1929.
- The Golden Gong and Other Night-Pieces.  Ed. Jessica Amanda Salmonson.  Afterword reminiscence by Grant Richards.  Ashcroft: Ash_Tree Press, 2001.
- Go Lovely Rose.  Brooklyn, N. Y.: Sesphra Library, 1931.
- Limehouse Nights. London: Grant Richards, 1917.
- More Limehouse Nights. New York: George H. Doran, 1921.
- Night Pieces: Eighteen Tales.  London: Constable, 1935.
- The Pleasantries of Old Quong. London: Constable, 1931.
- The Sun in Splendour.  London: Constable, 1927.  New York: George H. Doran, 1926.
- Twinkletoes: a Tale of Limehouse.  New York: Robert M. McBride, 1918.
- Whispering Windows: Tales of the Waterside.  London: Grant Richards, 1921.
- The Wind and the Rain: A Book of Confessions.  London: Thornton Butterworth, 1924.  New York: Doran, 1924.
- The Song Book of Quong Lee of Limehouse.  London: Allen & Unwin, 1920.  New York: Holt, 1920.

## Sekundärliteratur
- R. Thurston Hopkins, In the Footsteps of Thomas Burke, Chapter XIII of London Pilgrimages (London: Brentano’s, 1928), pp. 193–210.
- Barry Milligan, Pleasures and Pains: Opium and the Orient in Nineteenth-Century British Culture (Charlottesville & London: UP of Virginia, 1995).
- George A. Wade, The Cockney John Chinaman, The English Illustrated Magazine (July 1900): 301-07.
- Anne Witchard, Aspects of Literary Limehouse: Thomas Burke and the ‘Glamorous Shame’ of Chinatown, Literary London: Interdisciplinary Studies in the Representation of London, 2, 2 (September 2004): 7 pp.  online (Memento vom 6. März 2005 im Internet Archive)
- Thomas Burke, the ‘Laureate of Limehouse’: A New Biographical Outline, English Literature in Transition, 48, 2 (January 2005):
- Anne Veronica Witchard: Thomas Burke’s dark Chinoiserie : Limehouse nights and the queer spell of Chinatown, Farnham : Ashgate, 2009, ISBN 978-0-7546-5864-1

| Personendaten    | Personendaten      |
| ---------------- | ------------------ |
| NAME             | Burke, Thomas      |
| KURZBESCHREIBUNG | britischer Autor   |
| GEBURTSDATUM     | November 1886      |
| GEBURTSORT       | Eltham bei London  |
| STERBEDATUM      | 22. September 1945 |
| STERBEORT        | London             |